# Ionizáló sugárzás
Ionizáló sugárzás az olyan sugárzás, amelyben terjedő részecskéknek elegendő energiája van a velük kölcsönhatásba lépő atomok és molekulák ionizációjához. Az ionizáció abból áll, hogy egy atomból (vagy molekulából) teljesen eltávolítunk egy vagy több elektront. Lényeges, hogy a kisebb energiájú sugárzás még nagyobb fluxus mellett sem képes az ionizációra. A nagy fluxusú ionizáló sugárzás roncsolja az élő szervezeteket.
Az elemek egyik tulajdonsága az ionizációs energia: ez megmondja, hogy mennyi energia szükséges az elem egy atomjának az ionizációjához. Értékét elektronvoltban adják meg, így például a hidrogénatom ionizációs energiája 13,58 eV. Az ionizációs potenciál az elemek rendszámával csökken, így egy sugárzásról teljes mértékben csak akkor lehet eldönteni, hogy ionizáló-e, ha tudjuk, hogy milyen atomokról van szó.
Többfajta ionizáló sugárzás létezik:
- elektromágneses sugárzás: távoli ultraibolya-, röntgen- és a gamma-sugarak
- részecskesugárzás (korpuszkuláris sugárzás): proton-, elektron-, alfa-sugárzás, vagy más töltött részecskék

Az ionizáló sugarak forrásai legtöbbször a radioaktív atommagok és a kozmikus sugarak, kísérői a maghasadásnak és a magfúziónak (a Napról hozzánk érkező fény is tartalmaz ionizáló sugárzást). A mesterséges források közé kell sorolni egyes orvosi berendezéseket is (röntgengép, PET, CT). Fontos kihangsúlyozni, hogy a természetben állandóan jelen van bizonyos mennyiségű ionizáló sugárzás.

## Az ionizáló sugárzás hatása az élő szervezetekre

Veszélyes radioaktív sugárzásra figyelmeztető jel

Ennek a jelenségnek a tárgyalásakor általában a sejtet vesszük alapul. A sejt nagyrészt vízből áll, amit az ionizáló sugárzás reaktív H• és HO• gyökökre bonthat. Ezek a gyökök a sejt szerveivel reagálva tönkretehetik azokat. Ennek a folyamatnak három kimenetele van:
- az érintett sejtek megjavítják saját magukat
- az érintett sejtek elpusztulnak
- az érintett sejtek rosszul javítják meg saját magukat

A második eset mindennapos jelenség: az emberi szervezetben naponta több millió sejt pusztul el. A harmadik lehetőség is általában a sejt pusztulásához vezet, az esetek kis hányadában azonban rákot okozhat. Lásd még: sugárbetegség.

## Mérése
Az ionizáló sugárzás mérésére a magfizika specializálódott. Jelenlétüket részecskedetektorokkal lehet igazolni. Ezek közül a legismertebb a Geiger–Müller-cső, de léteznek más eszközök is.
A sugárzás mértékét radban mérik, amely a befogadó által elnyelt sugárzás mértéke. 1 rad 0,01 joule befogadott energiának felel meg, a befogadó minden egyes kilogrammja után. Létezik egy SI-mértékegység is, a gray, ami 100 radnak felel meg.
A pontosabb meghatározás érdekében bevezettek egy változót is, amely a relatív biológiai hatást vizsgálja. Ezt a röntgen és a sievert segítségével mérik.
| Mennyiség       | Hagyományos mértékegység | SI-mértékegység          | Átváltás                       |
| --------------- | ------------------------ | ------------------------ | ------------------------------ |
| expozíció       | röntgen (R)              | coulomb/kg levegő (C/kg) | 1 C/kg =3876 R 1 R = 258 µC/kg |
| elnyelt dózis   | rad                      | gray (Gy)                | 1 GY = 100 rad                 |
| dózisekvivalens | rem                      | sievert (Sv)             | 1 Sv = 100 rem                 |
| radioaktivitás  | curie (Ci)               | becquerel (Bq)           | 1 mCi = 37 MBq                 |